# Karl-Adolf Deubler

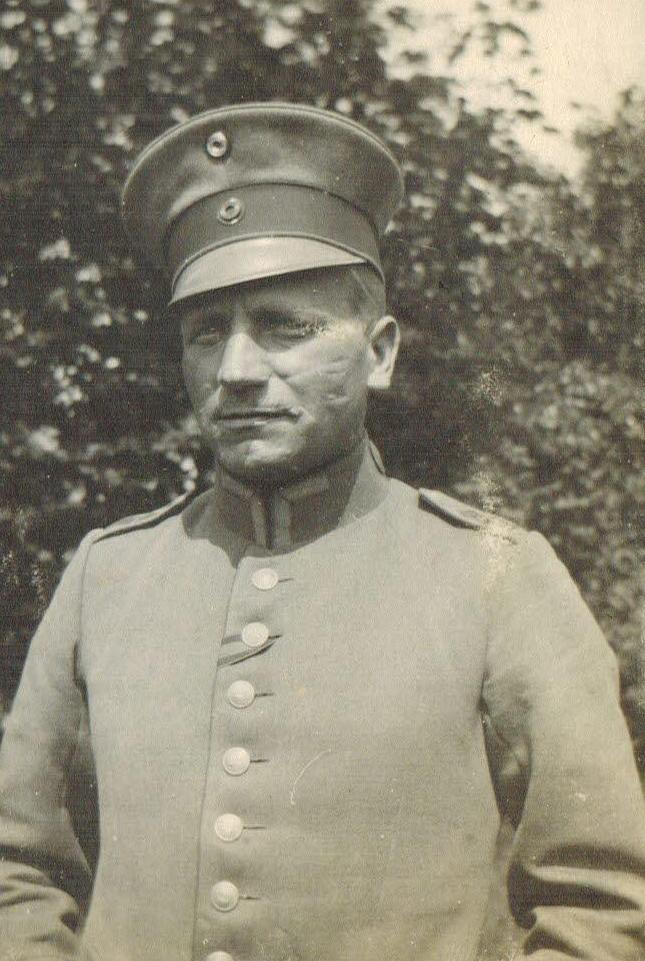
Deubler

Karl-Adolf Deubler (* 26. Februar 1888 in Lienzingen; † 7. März 1961) war ein deutscher Rechtsanwalt und von 1923 bis 1931 Präsident des Sportvereins VfB Stuttgart.

## Leben
Deubler legte 1906 an der Oberrealschule Stuttgart das Abitur ab. Im Anschluss daran nahm er das Studium der Rechtswissenschaften zunächst an der Universität Tübingen und später an der Universität Leipzig auf. In Tübingen wurde er bei der Studentenverbindung Landsmannschaft Schottland aktiv, in Leipzig bei der Landsmannschaft Afrania.
Nach Beendigung des Studiums und des Kriegsdienstes wurde Deubler als Rechtsanwalt und Syndikus tätig.

## VfB Stuttgart
Deubler war seit 1903 Mitglied des VfB Stuttgart. Aktiv war er besonders im Rugby-, Tennis- und Hockeysport. Von 1923 bis 1931 war Deubler 1. Vorsitzender des VfB.
In seine Amtszeit fiel die wegweisende Verpflichtung von Trainer Tom Hanney und die erste württembergisch-badische Meisterschaft des Vereins.